# Rudolf Schreiber (Landrat)
Rudolf Schreiber (* 24. Dezember 1889 in Passau; † nach 1955) war ein deutscher Landrat.

## Leben
Nach dem Abitur am Gymnasium Leopoldinum in Passau absolvierte Rudolf Schreiber ein Studium der Rechtswissenschaften an der Ludwig-Maximilians-Universität München, der Universität Genf, der Universität Greifswald und der Friedrich-Alexander-Universität Erlangen-Nürnberg, wo er am 9. Dezember 1913 mit der Dissertation  „Täterschaft und Teilnahme bei Straftaten, die aus physischen Gründen von bestimmten Personen begangen werden können“ zum Dr. jur. Seit dem Studium war er Mitglied der Studentenverbindung Akademischer Gesangverein München im SV. Der dreijährige Vorbereitungsdienst (Referendariat) in Passau – unterbrochen durch freiwilligen Kriegseinsatz – führte ihn zum dortigen Amts- und Landgericht sowie zum Bezirksamt. Nach dem  Großen juristischen Staatsexamen im Jahre 1916 war er zunächst Rechtspraktikant bei der Regierung von Niederbayern und dort später Akzessist. 1919 wechselte er in die Kommunalverwaltung und wurde Assessor in Mühldorf. Nach einer Abordnung zum Bezirksamt Dachau wurde er zum 1. Oktober 1921 Bezirksamtmann in Kelheim.
Im Juli 1933 zum Regierungsrat ernannt, folgte ein Jahr später der Wechsel zur Regierung der Pfalz. Am 26. Mai 1937 erhielt er die Ernennung zum Bezirksamtsvorstand (ab 1939 Landrat) des Bezirksamtes Haßfurt (ab 1939 Landkreis Haßfurt). Im Juli 1941 wurde er zugleich mit der Führung der Geschäfte des Landrats in Hofheim beauftragt und ein Jahr später zur Regierung des Generalgouvernements abgeordnet. Von dort musste er am 27. April 1943 zum Landkreis Jauer in Schlesien, wo er aus dem Dienst entfernt und vom 13. April 1945 bis Juni 1946 interniert wurde. Im Entnazifizierungsverfahren wurde er 1948 zunächst als belastet, dann im Berufungsverfahren durch die Kammer in Würzburg als minderbelastet bewertet. Der Kassationshof hob beide Urteile auf und traf die Feststellung Mitläufer. Damit war der Weg für die Rückkehr in den öffentlichen Dienst frei. Zunächst wurden ihm am 1. September 1949 Versorgungsbezüge in Höhe von 80 % des Ruhegehalts zuerkannt. Zum 1. Februar 1951 als Hilfsarbeiter beim Verwaltungsgericht München angestellt, wurde er dort bereits nach einem Monat Verwaltungsgerichtsrat. Am 1. April 1954 zum Verwaltungsgerichtsdirektor ernannt, ging Schreiber zum Jahresbeginn 1955 in den Ruhestand. 
In den Jahren von 1919 bis 1923 war er Mitglied der Deutschnationalen Front. Zum 1. Mai 1937 trat er in die NSDAP ein, wo er Sachbearbeiter für wirtschaftliche Sonderfragen im Stab des Kreiswirtschaftsberaters war. 